# Hipposideros bicolor
Hipposideros bicolor (Temminck, 1834) è un pipistrello della famiglia degli Ipposideridi diffuso nell'Ecozona orientale.

## Descrizione

### Dimensioni
Pipistrello di piccole dimensioni, con la lunghezza totale tra 78 e 86 mm, la lunghezza dell'avambraccio tra 42 e 48 mm, la lunghezza della coda tra 31 e 33 mm, la lunghezza del piede tra 7 e 9 mm, la lunghezza delle orecchie tra 19 e 20 mm e un peso fino a 10,2 g.

### Aspetto
La pelliccia è lunga. Le parti dorsali variano dal marrone al bruno-grigiastro, con la base dei peli biancastra, mentre le parti ventrali giallo-biancastre. È presente una fase completamente arancione. La foglia nasale presenta una porzione anteriore piccola, bruno-rosata, di forma quadrata e senza fogliette supplementari laterali, un setto nasale triangolare, largo alla base e più stretto tra le narici, leggermente rigonfio e separato lateralmente da solchi profondi, una porzione intermedia liscia, una porzione posteriore con il margine superiore semi-circolare e provvista di tre setti che la dividono in quattro celle indistinte. Le orecchie sono grandi, arrotondate, con il margine anteriore fortemente convesso e con l'antitrago provvisto di una piega interna. Le membrane alari sono marroni. La coda è lunga e si estende leggermente oltre l'ampio uropatagio. Il primo premolare superiore è piccolo e situato fuori la linea alveolare.

### Ecolocazione
Emette ultrasuoni ad alto ciclo di lavoro con impulsi a frequenza costante. Esistono due forme criptiche differenziate dall'emissione degli ultrasuoni. La prima emette a 127–134 kHz, mentre la seconda a 138–144 kHz.

## Biologia

### Comportamento
Si rifugia in gruppi da 10 a 250 individui nelle case, grotte o in tane di altri animali come volpi e istrici. I due sessi convivono sebbene i maschi siano sempre in numero doppio rispetto alle femmine.

### Alimentazione
Si nutre di insetti con il corpo molle come le termiti.

### Riproduzione
Le nascite avvengono in aprile e vengono trasportati dalle madri aggrappati alle false mammelle inguinali finché non raggiungono la maturità.

## Distribuzione e habitat
Questa specie è diffusa nella Penisola malese, in Indonesia da Sumatra alle Isole Tanimbar e in alcune delle Isole Filippine.
Vive nelle foreste primarie e meno frequentemente in aree disturbate fino a 620 metri di altitudine.

## Tassonomia
Sono state riconosciute 7 sottospecie:
- H.b.bicolor: Giava, Bangka;
- H.b.atrox (Andersen, 1918): Thailandia sud-orientale e peninsulare meridionale, Penisola malese, Ko Tarutao, Tioman, Sumatra;
- H.b.erigens (Lawrence, 1939): Isole filippine di Luzon meridionale, Mindoro, Bohol;
- H.b.hilli (Kitchener, 1996): Timor;
- H.b.major (Andersen, 1918): Enggano;
- H.b.selatan (Kitchener, 1996): Roti, Savu;
- H.b.tanimbarensis (Kitchener, 1996): Isole Tanimbar: Selaru.

La popolazione delle isole di Sumbawa, Sumba e Flores non è stata assegnata ancora a nessuna sottospecie.

## Conservazione
La IUCN Red List, considerato il vasto areale e la presenza in diverse aree protette , classifica H.bicolor come specie a rischio minimo (Least Concern)).